# Ce salaud d'inspecteur Sturlingh
Pour plus de détails, voir Fiche technique et Distribution.
Ce salaud d'inspecteur Sturlingh (Quella carogna dell'ispettore Sterling) est un poliziottesco italien d'Emilio Miraglia avec Henry Silva sorti en 1968.

## Synopsis
L'inspecteur Sturlingh est un ancien policier, renvoyé après avoir été accusé du meurtre d'un témoin. Il tente alors de remonter jusqu'aux auteurs de ce coup monté.

## Fiche technique
- Titre français : Ce salaud d'inspecteur Sturlingh[1]
- Titre original : Quella carogna dell'ispettore Sterling
- Réalisation : Emilio Miraglia
- Production : Henry Silva et Ruggero Deodato
- Scénario : Dean Maurey et Max Hatired
- Montage : Sergius Hillman
- Photographe : Eric Menczer
- Musique : Riz Ortolani
- Pays d'origine :  Italie
- Langue : italien
- Genre : poliziottesco
- Couleur : couleur
- Durée : 90 minutes
- Interdit aux moins de 12 ans
- Dates de sorties en salles : 
  - Italie : 13 avril 1968
  - France : 7 août 1968

## Distribution
- Henry Silva : l'inspecteur Sturlingh
- Beba Loncar : Janet
- Pier Paolo Capponi : O'Neil
- Larry Dolgin : Kelly
- Bob Molden: Rocky
- Carlo Palmucci : Gary
- Charlene Polite : Anne
- Luciano Rossi : Tippit
- Keenan Wynn : l'inspecteur Donald